# آهوی ختن
آهوی ختن یا گوزن مشک (نام علمی: Moschus) نام یک سرده از راسته جفت‌سم‌سانان است که هفت گونه دارد. با وجود اینکه گاهی نام گوزن برای این گروه از جانوران به کار می‌رود، ولی این جانوران جزء خانوادهٔ گوزنیان نیستند و تفاوت‌های زیادی با گوزن‌ها دارند. این جانوران تولیدکنندهٔ مادهٔ مُشک هستند و برخلاف گوزن‌ها، بدون شاخ و غده پیش‌اوربیتال هستند، تنها یک جفت پستان و کیسهٔ صفرا و غدد مخرجی دارند.

## ویژگی‌ها

جمجمهٔ گوزن مشک

این جانوران در مقایسه با اکثر گوزن‌ها کوچک‌تر هستند. طول بدنشان ۸۰ تا ۱۰۰ سانتی‌متر و وزنی معادل ۷ تا ۱۷ کیلوگرم دارند و پاها و بدن طوری طراحی شده است که بتوانند در ارتفاعات و کوه‌ها به خوبی حرکت و زندگی کنند. این جانوران بدون شاخ بوده و در جنس نر دارای دندان‌های نیش غیرمعمول و بزرگی هستند اما از نظر تعداد و فرمول دندانی مشابه گوزن‌ها هستند. جنس نر این جانوران دارای کیسهٔ مشک در مجاورت بیضه‌ها و ناف هستند و با استفاده از ترشحات آن، جانور ماده را جذب می‌کنند. ترشحات این غدد در صنایع عطرسازی کاربرد داشته و سالیانه تعداد زیادی از جنس نر این جانور برای استفاده از غدد مشک آن‌ها توسط انسان شکار می‌شوند.  در حال حاضر هر یک کیلوگرم از این غده، در بازار سیاه به قیمت ۴۵هزار دلار خرید و فروش می‌شود.